# Dreifaltigkeitskirche (Hohenlockstedt)

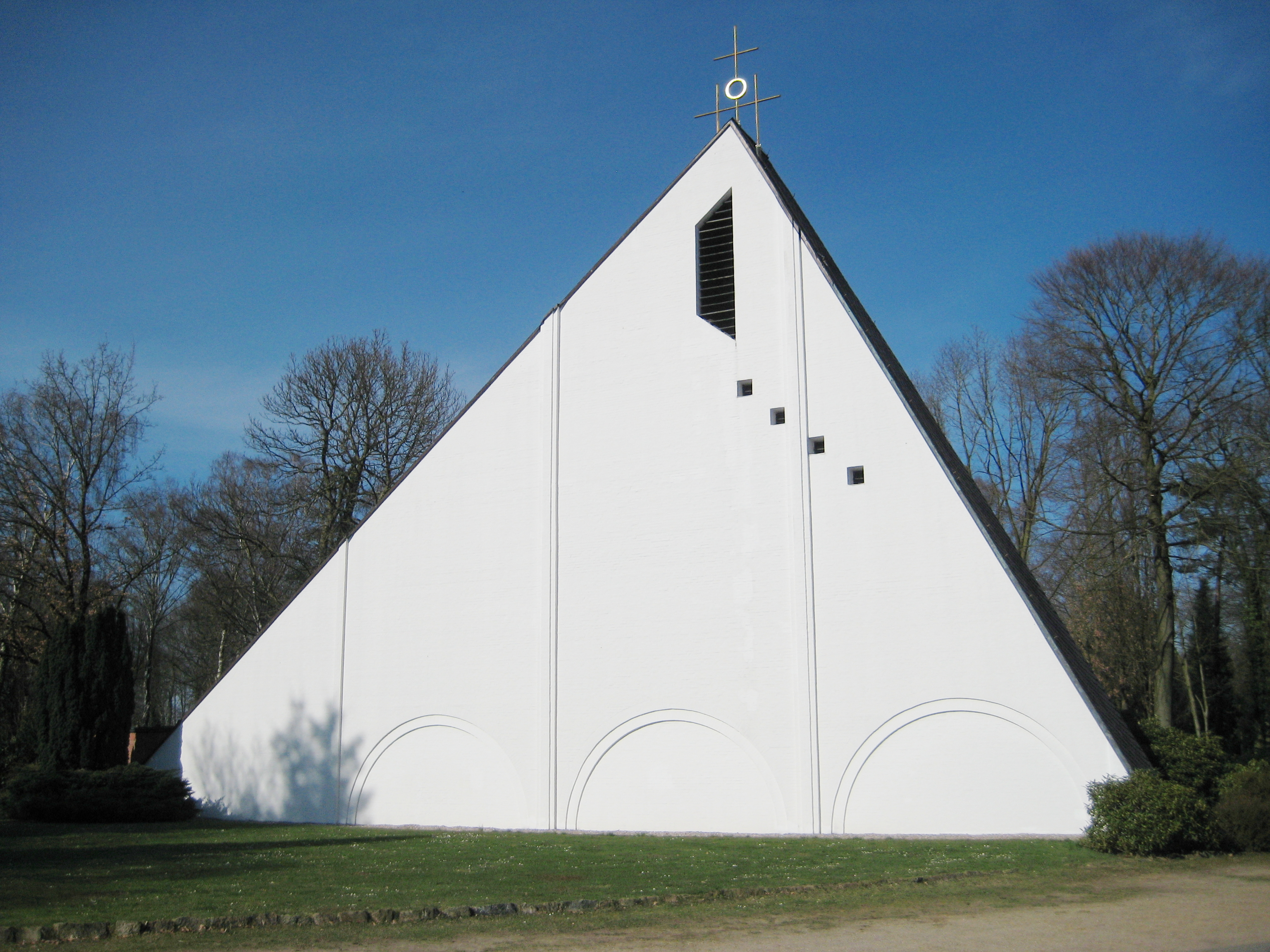
Dreifaltigkeitskirche Hohenlockstedt

Die Dreifaltigkeitskirche ist die evangelisch-lutherische Kirche der schleswig-holsteinischen Gemeinde Hohenlockstedt. Sie wurde in den Jahren 1961–1965 nach Plänen des Münchener Architekten Olaf Andreas Gulbransson als moderner Kirchenbau errichtet. Gulbransson plante die Kirche ohne Turm in der Tradition der Bettelordenskirchen. Wie in vielen seiner Kirchenbauten nutzt Gulbransson geometrische Formen wie zum Beispiel den breiten Dreiecksgiebel, das weit heruntergezogenem Dach sowie bei der Gestaltung des Innenraums das zwölf Meter hohe Altarmosaik von Arno Bromberger. An der Westseite gliederte er eine Rundsakristei an. Die Orgel der Werkstatt Kleuker wurde aus klimatischen Gründen tropenfest gebaut. Das von Hermann Jünger gestaltete Altarkreuz wurde im Mai 2011 gestohlen.
Die Kirche steht auf der Liste der Kulturdenkmale in Hohenlockstedt.